# Château de Bocaud
Le château de Bocaud est un château et un monument historique français situé à Jacou, dans l'Hérault, en France.

## Historique
La première trace de la famille Bocaud dans le village de Jacou remonte à 1477, quand le magistrat Raulin Bocaud s’y installe. Le premier de son nom, il devient « seigneur de Jacou, Teyran, Clapiers et autres lieux ».
En 1618, son descendant Pierre de Bocaud — on observe qu'il a gagné une particule — édifie le château dont nous voyons aujourd’hui la structure. À cette époque, le village se compose d’une quarantaine d’habitants.
Magistrat comme son aïeul, président de la cour des Aides, Pierre de Bocaud est protestant. Il abjure en 1624 et se convertit au catholicisme, deux ans après le siège de Montpellier et la soumission de la ville aux troupes royales. Sa loyauté à la Couronne ne semble faire aucun doute puisque le cardinal de Richelieu vient le visiter à deux reprises (1636 et 1642) dans son hôtel particulier de Montpellier, rue Salle-l’Évêque.
Les aménagements effectués par Pierre de Bocaud sont toujours visibles dans la partie ouest du château, où une enfilade de pièces présente un ensemble de boiseries du XVIIe siècle. L’édifice est cependant profondément remanié au XVIIIe siècle.

## Remaniements

### XVIIIesiècle
Il semble que le premier souci de la famille Bocaud ait été d’aménager des jardins. Ceux-ci sont mentionnés pour la première fois en 1712, époque à laquelle Hercule de Bocaud († 1731), petit-fils de Pierre, est propriétaire. Entièrement clos de murs, ces jardins présentent l’organisation caractéristique du début du XVIIIe siècle : parterres à petits bosquets, terrasses, escalier à double révolution, verger, potager, bois. Le décor minéral se compose de sphinges, statues, vases, urnes, corbeilles de pierre.
Une grande allée plantée d’arbres mène à un lieu que le classement aux monuments historiques, en 2001, qualifie d’« exceptionnel » : une grotte-nymphée ornée d’un décor de coquillages et de rocailles. Selon ce même classement, il est difficile de savoir si ce décor date de 1618 ou des aménagements de 1712.
L’existence d’une source sur le domaine a vraisemblablement déterminé l’emplacement d’un tel ensemble. L’organisation du jardin, particulièrement les éléments nécessitant un apport d’eau, s’est ordonné autour de lui : un aqueduc part en effet de la grotte et alimente les fontaines, les bassins et un miroir d’eau devant le château.
Vers 1760, une seconde campagne de transformation concerne le château. C’est de cette époque que date l’ensemble de gypseries à décor de Fables de La Fontaine que l’on voit dans un des salons. Ce type d’ornementation se rencontre fréquemment dans les folies montpelliéraines, notamment à La Mogère et à La Piscine.

### XIXesiècle
En 1842, les descendants des Bocaud vendent l’édifice familial qui passe ensuite en de nombreuses mains.
La dernière évolution du château date des débuts de la Troisième République, avec la réalisation d’un important décor d’inspiration napoléonienne mis en place entre 1873 et 1878. Le parc paysager romantique attenant aux jardins, avec un lac et son île, date également du XIXe siècle.

### XXIesiècle
Le château de Bocaud et ses jardins ont fait, depuis leur acquisition par la commune de Jacou en 1991, l'objet d'une campagne de restauration.
La restauration du château est inaugurée le 14 septembre 2019. Le bâtiment abrite désormais :
- au rez-de-chaussée : la bibliothèque municipale, conçue dans un esprit « tiers lieu » ;
- aux étages : les services municipaux, particulièrement destinés à l'accueil du public[7].

Dans ce contexte, l'actuelle place Frédéric Mistral est agrandie et réaménagée de manière à devenir majoritairement piétonnière, permettant un accès direct au château.

## Protection
L’ensemble du domaine comprenant le château avec ses décors intérieurs, notamment les vitraux et gypseries, les espaces — tant communaux que privés — délimités par l’enceinte de l’ancien domaine seigneurial, y compris les parties subsistantes du mur de clôture, l’ancien potager, l’allée, les jardins et le parc, le bâtiment des eaux avec la grotte-nymphée, les parcelles loties, les terrains de loisirs communaux, fait l’objet d’une inscription au titre des monuments historiques depuis le 31 juillet 2000. 
L’ensemble composé par les jardins et le parc, avec le bâtiment des eaux abritant la grotte-nymphée ornée, ses terrasses et l’intégralité de ses aménagements, éléments de décor architectural et sculptures, y compris la grande allée plantée avec le portail qui la borne, ainsi que les murs de clôture, sols, terrasses, fait l’objet d’un classement au titre des monuments historiques depuis le 6 juillet 2001. 